# Plaußig-Portitz
Plaußig-Portitz ist ein Ortsteil im Stadtbezirk Nordost von Leipzig. Er umfasst im Wesentlichen die Stadtteile Plaußig und Portitz.

## Lage

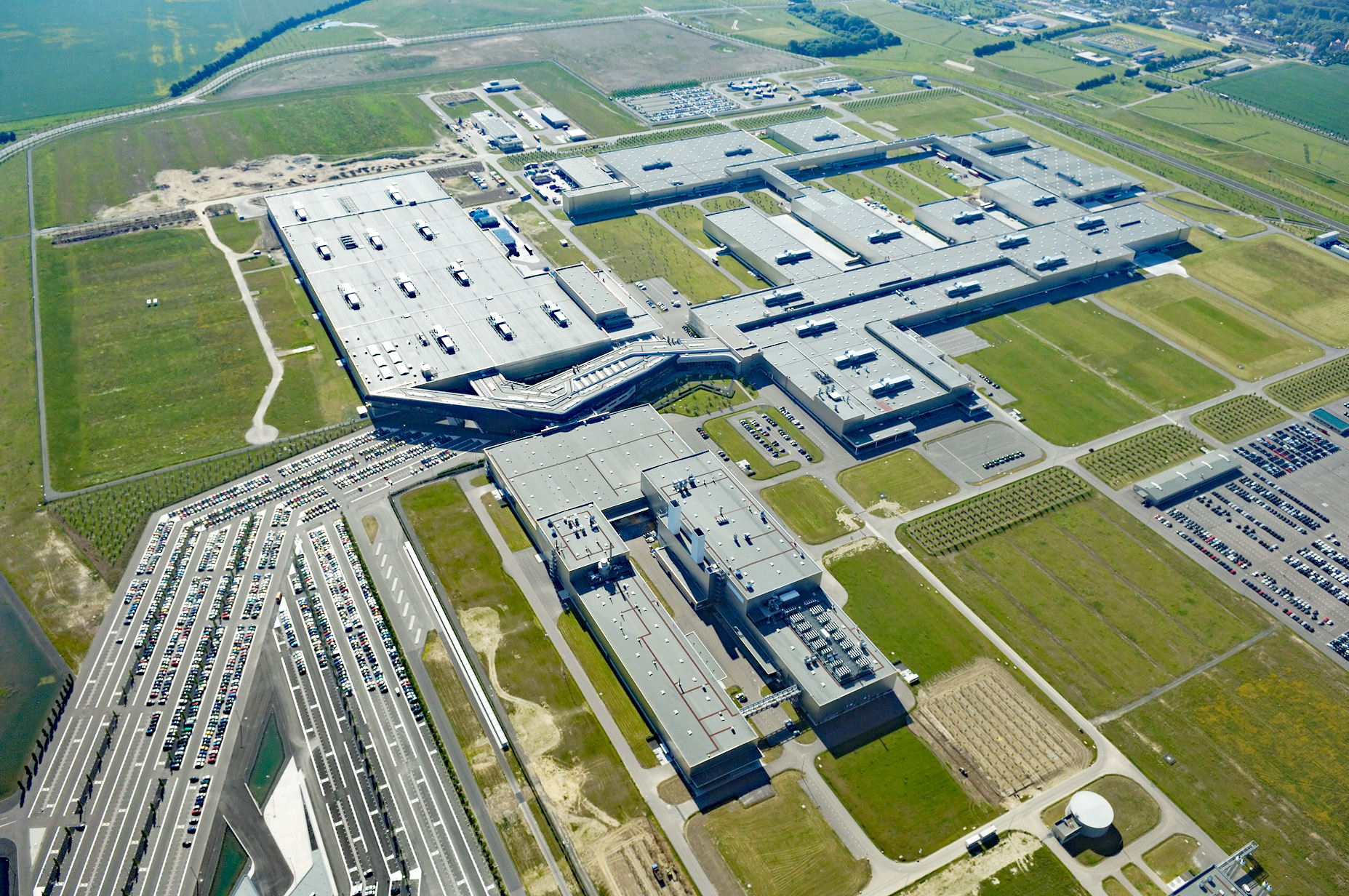
BMW-Werk auf der Flur von Plaußig

Plaußig-Portitz ist zwischen sieben und zehn Kilometer in nordöstlicher Richtung vom Leipziger Stadtzentrum entfernt. Seine Ostgrenze ist zugleich die Stadtgrenze zu Taucha und seinen Ortsteilen Graßdorf, Seegeritz und Merkwitz. Im Südwesten bildet die Autobahn A 14 die Grenze zum Leipziger Ortsteil Thekla. Im Norden verläuft die Grenze durch das BMW-Werk.
Katastermäßig umfasst der Ortsteil bis auf kleine Abweichungen die Gemarkungen Plaußig und Portitz. Ein kleiner Teil der Gemarkung Portitz südwestlich der Autobahn gehört nun zum Ortsteil Thekla, ein weiterer zu Paunsdorf. Im Norden fiel ein schmaler Teil des BMW-Geländes an den Ortsteil Seehausen.

## Ortscharakteristik
| Flächennutzung        | %  |
| --------------------- | -- |
| Industrie und Gewerbe | 31 |
| Landwirtschaft        | 27 |
| Wohnungsbau           | 19 |
| Verkehr               | 10 |
| Wald                  | 9  |
| Erholung              | 3  |
| Wasser                | 1  |

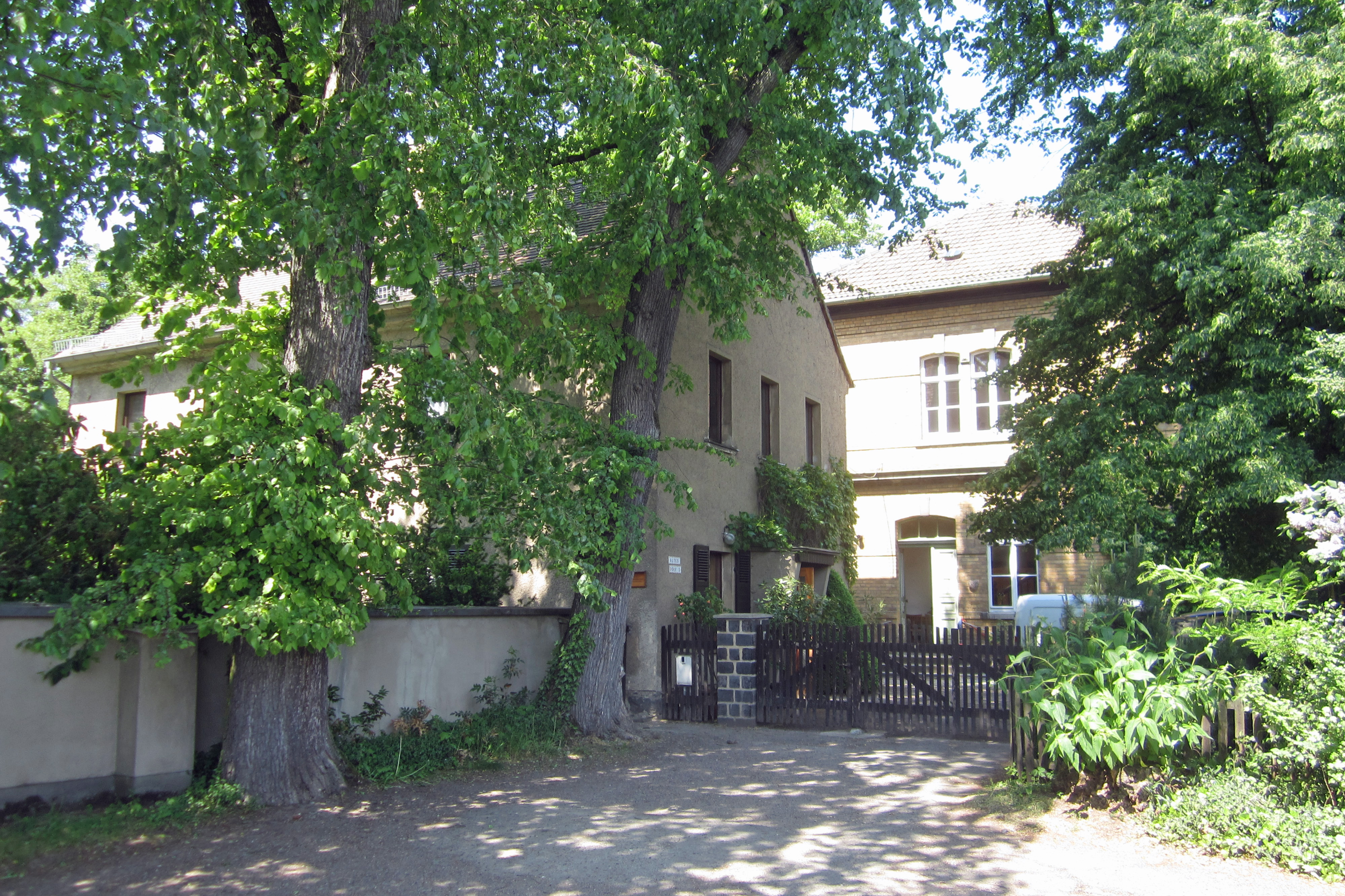
Ländliche Idylle in Portitz

Die Tabelle zur Flächennutzung (Stand: 2020) belegt, dass Plaußig-Portitz ein vielgestaltiger Ortsteil ist. Der hohe Anteil der Industrie resultiert vor allem aus dem großen Gelände des BMW-Werkes im Norden Plaußigs. Aber auch das dazwischen liegende Gewerbegebiet trägt dazu bei.
Vom ehemals rein ländlichen Charakter der beiden früheren Dörfer ist noch ein reichliches Viertel landwirtschaftlicher Nutzfläche geblieben. Diese wird vor allem von der aus dem ehemaligen Volksgut Plaußig hervorgegangenen Saat-Gut Plaußig Voges KG genutzt.
Neben den beiden alten Dorfkernen, die ihren ländlichen Charakter bewahrt haben, resultiert der Anteil der Wohnfläche vor allem aus den in den 1930er Jahren südöstlich des alten Portitz errichteten Siedlungen, wie Moränen-, Kögel-, Krätzberg- und  Teichsiedlung, die an eine Gartenstadt erinnern. Nach 1990 entstanden in Plaußig die Siedlung An der Fasanerie und in Portitz Anfänge des Wohngebiets Parkstadt 2000.
Plaußig-Portitz wird von Ost nach West von der Parthe durchflossen, die mit kleinen Abweichungen die Grenze zwischen Plaußig und Portitz markiert. Neben der Grundstraße als Verbindung von Plaußig und Portitz existiert auch noch der alte Portitzmühlenweg.
Der Lauf der Parthe wird von Wiesen und Resten eines Auwaldes gesäumt. Dieser diente früher als beliebtes Ausflugsziel der Leipziger. Der Uferbereich in einer Breite von etwa 500 Metern gehört zum Landschaftsschutzgebiet Parthenaue-Machern. Der etwa einen Hektar große Dorfteich Plaußig ist als Angelgewässer ausgewiesen.

## Geschichte
Der Ortsteil Plaußig-Portitz entstand 1996, als Plaußig nach seiner Eingemeindung nach Leipzig  mit dem seit der kommunalen Gliederung Leipzigs von 1992 bestehenden Ortsteil Portitz zusammengefasst wurde.

## Bevölkerung
| Jahr | Einwohner |
| ---- | --------- |
| 2000 | 2.590     |
| 2005 | 2.714     |
| 2010 | 2.669     |
| 2015 | 2.612     |
| 2020 | 2.928     |
| 2024 | 3.441     |

Stand: 31.12. des jeweiligen Jahres

## Politik
Bei den Wahlen zum Sächsischen Landtag gehört Plaußig-Portitz zum neuen Wahlkreis Leipzig 8, bei Bundestagswahlen zum Bundestagswahlkreis Leipzig I (Wahlkreis 152).
Die Bundestagswahl 2021 führte bei einer Wahlbeteiligung von 82,2 % zu folgendem Zweitstimmenergebnis:
| Partei                | Plaußig-Portitz | Stadt Leipzig |
| --------------------- | --------------- | ------------- |
| CDU                   | 22,6 %          | 14,0 %        |
| AfD                   | 20,3 %          | 13,3 %        |
| SPD                   | 20,2 %          | 20,9 %        |
| FDP                   | 15,4 %          | 10,1 %        |
| Bündnis 90/Die Grünen | 07,8 %          | 18,5 %        |
| Die Linke             | 06,1 %          | 13,7 %        |
| Sonstige              | 07,6 %          | 09,5 %        |

## Weitere Informationen
Zu Einzelheiten des Ortsteils wie etwa zur Geschichte sei auf die Hauptartikel über die Stadtteile Plaußig und Portitz verwiesen.